# Артемиса
Артеми́са (исп. Artemisa) — город и муниципалитет, административный центр одноименной провинции, Куба.
Площадь муниципалитета составляет 117,7 км². Численность населения муниципалитета в 2004 году — 81 209 человек, а плотность — 117,7 чел./км².
Происхождение название муниципалитета связано с дикорастущей травой Artemisia vulgaris.
До 1970 года Артемиса принадлежала провинции Пинар-дель-Рио.